# Paratapinocyba
Paratapinocyba là một chi nhện trong họ Linyphiidae.